# Discurso de Adeus

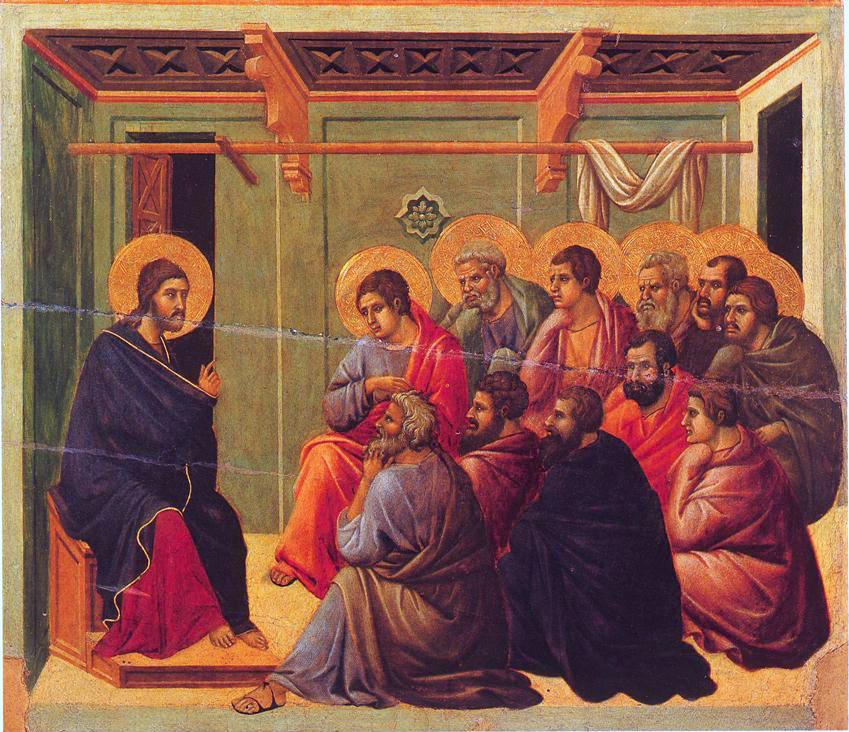
Jesus se despedindo dos apóstolos.
1308-1311. Por Duccio, atualmente no Museo dell'Opera Metropolitana del Duomo, em Siena, na Itália.

O Discurso de Adeus ou Discurso de Despedida é um trecho do Evangelho de João, ao final da Última Ceia, que cobre os capítulos 14 ao 17. Nele, Jesus fala aos onze discípulos (Judas já havia saído para traí-lo) na noite anterior à sua crucificação.
Este discurso é rico em conteúdo cristológico, reiterando a pré-existência de Cristo (João 17:5) quando ele diz que teve a glória do Pai "antes que houvesse mundo".

## Estrutura do discurso
Embora todo o trecho entre os capítulos 13 e 18 de João possam ser vistos como uma única narrativa, a maior parte do capítulo 13 pode ser interpretada como uma preparação para o adeus e a oração do adeus no capítulo 17, como sua conclusão.
Após a introdução em João 13:31–38, o discurso pode ser separado em quatro componentes:
1. Primeiro discurso: capítulo 14. O tema deste discurso, similar ao terceiro, é a partida e o retorno, a paz e a alegria. Jesus afirma que irá ao Pai, mas Ele lhes enviará o Paráclito ("aquele que conforta") para ajudá-los. Além disso, ele deixa sua paz e pede que os discípulos não tenham medo.
2. Segundo discurso: primeira parte do capítulo 15 (João 15:1–17). Conhecida como "A Videira", esta seção trata do amor de Jesus e como Ele é a fonte da vida para a comunidade. No final, inicia-se a discussão sobre o ódio do mundo que tomará a próxima seção.
3. Terceiro discurso: segunda parte do capítulo 15 e capítulo 16 (João 15:18–27–João 16:1–33). Esta seção novamente trata da partida de Jesus e do Paráclito que virá para confortar os discípulos. Além disso, o amor de Jesus é contrastado ao ódio do mundo.
4. "Oração de Adeus": capítulo 17 (João 17:1–26). Neste trecho, Jesus apresenta cinco pedidos específicos ao Pai quando reza pelos discípulos e pela comunidade de fieis.[7]

Porém, esta divisão em quatro partes não é universal entre os acadêmicos e alguns afirmam que a terceira começa no início de João 16. Outros estudiosos propõem uma estrutura em três partes, unificando os capítulos 15 e 16 numa única estrutura.

## A Videira
O discurso inclui uma extensa metáfora de Jesus como a verdadeira videira. Deus é descrito como o agricultor que cuida das videiras e seus discípulos, como seus galhos, que precisam "residir" nele para gerar frutos. Os discípulos são alertados que galhos secos são podados pelo agricultor. Esta imagem foi muito influente na arte e iconografia cristãs. Os discípulos são lembrados do amor de Deus por Jesus e deste por eles (especialmente o "discípulo amado") e são instruídos a "amar um ao outro" da mesma forma. Ele segue falando do "maior amor" sendo a disposição de "dar a vida" por um amigo, sendo esta passagem amplamente utilizada para afirmar o sacrifício dos mártires e dos soldados na guerra, sendo muito comum em cemitérios e monumentos sobre a guerra.
O sermão segue falando de Jesus "prometendo outro Paracleto" (em grego:  ἄλλο Παράκλητον), um "Espírito da Verdade" que irá "testemunhar sobre" Jesus (João 14:16). Paracleto (ou "Paráclito") vem do grego koiné παράκλητος (paraklētos - "aquele que consola, aquele que intercede por nós, um confortador ou advogado"). Quando a definição dogmática de Trindade se tornou necessária no século III, a passagem se tornou central para os argumentos sobre o papel do Espírito Santo. Argumentos sobre a cláusula Filioque, que foram parcialmente responsáveis pelo Grande Cisma do Oriente entre a Igreja Católica e a Igreja Ortodoxa, girou em torno deste tema também.

## Autenticidade
O Jesus Seminar defende que João 14:30–31 seria a conclusão do discurso e que os três capítulos seguintes teriam sido inserções posteriores. Este argumento considera do Discurso de adeus como falso e postula que ele teria sido construído depois da morte de Jesus. De forma similar, Stephen Harris questionou a autenticidade do discurso pelo fato de ele aparecer apenas em João e não nos evangelhos sinóticos. Porém, estudiosos como Herman Ridderbos enxergam João 14:30-31 como um "fim provisório" apenas daquela seção e não o final de todo o discurso.
Fernando Segovia argumenta que o discurso originalmente consistia apenas do capítulo 14 e que os demais capítulos teriam sido adicionados depois, mas Gary M. Burge contrapõe-se a este argumento reafirmando a unidade teológica e literária da obra e indicando que o discurso tem muito em comum com o Evangelho como um todo, como, por exemplo, nos temas da morte e ressurreição de Jesus e seu cuidado com "os seus".
Em 2004, Scott Kellum publicou uma análise detalhada da unidade literária de todo o Discurso de adeus e afirmou que ela prova não apenas que ele teria sido escrito por um único autor como também que sua localização dentro do Evangelho de João é consistente com o restante da obra.

## Manuscritos
- Papiro 60 - 16:29–19:26
- Papiro 107 - 17:1-2; 17:11)